# Foni Brefet
Foni Brefet est un district de la division de West Coast en Gambie. En 2013, sa population était de 13 757 habitants.

## Source de la traduction
- (de) Cet article est partiellement ou en totalité issu de l’article de Wikipédia en allemand intitulé « Foni Brefet » (voir la liste des auteurs).